# سنگ‌شدگی

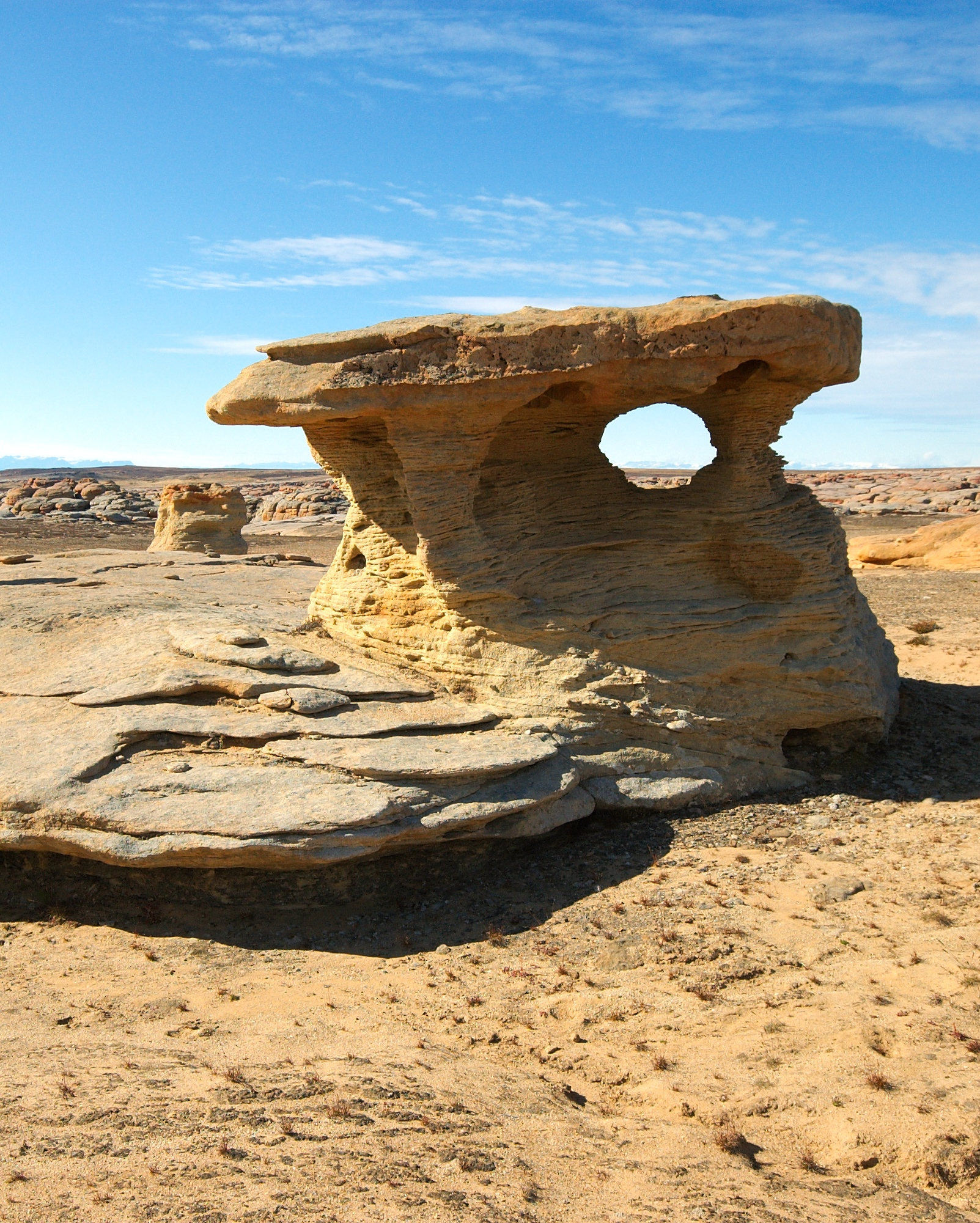
تصویری از سنگ‌شدگی

سنگ‌شدگی یا سنگی‌شدن (به انگلیسی: Lithification) فرایندی است که طی آن رسوبات بر اثر فشار، آب محبوس خود را بیرون ریخته و به‌تدریج به سنگ سخت تبدیل می‌شوند. سنگ‌شدگی شامل همه فرایندهایی است که رسوبات پراکنده و سست را به سنگ رسوبی تبدیل می‌کند. از اصطلاح سنگ‌شدن (Petrifaction) نیز گاهی به‌عنوان برابر سنگ‌شدگی استفاده می‌شود ولی اغلب به‌صورت ویژه برای تشریح جایگزینی مواد آلی با سیلیسیم دی‌اکسید در تشکیل سنگواره‌ها به‌کار می‌رود.